# Mary McCormack
Mary Catherine McCormack, född 8 februari 1969 i Plainfield i New Jersey, är en amerikansk skådespelare.
McCormack har haft huvudrollen i TV-serien In Plain Sight samt ingick i ensemblen de sista säsongerna av Vita huset.

## Filmografi i urval
- 1997 – Private Parts
- 1998 – Deep Impact
- 1999 – Mystery, Alaska
- 2001 – K-PAX
- 2002 – Full Frontal
- 2004–2006 – Vita huset (TV-serie) (48 avsnitt)
- 2007 – 1408
- 2008–2012 – In Plain Sight (TV-serie) (61 avsnitt)
- 2014 – The Newsroom (TV-serie) (två avsnitt)